# Knåpar Elin Knutsdotter
Knåpar Elin Knutsdotter, född 1598, död 19 maj 1669 i Älvdalen, var en svensk som blev avrättad för häxeri. Hon var en av de som avrättades i häxprocessen i Älvdalen, som var startpunkten för det stora oväsendet.
Knåpar Elin Knutsdotter uppgavs vara 70 år gammal och änka i Brunnsberg. 
Hon var en av åtta åtalade inför den andra trolldomsrättegången i Älvdalen i december 1668. Hon anklagades för att ha lärt Lars Persson på Åsen trolldom. Gertrud Svensdotter, Anna Olsdotter i Loka, och Anna Eriksdotter på Åsen uppgav alla att de hade sett henne i Blåkulla. 
Lars Persson "som för middagen till förhör var för sin ostadighet skull sattes i kistan", vittnade om att hon hade fört honom till Blåkulla och lärt honom trolldom och gjort honom till trollkarl. Gertrud uppgav att Elin hade sett på när de andra dansade i Blåkulla, då hon var för gammal för att dansa själv. 
Knåpar Elin vägrade dock att erkänna något trots vittnesmålen, och rätten beslutade därför att hon skulle "överlämnas i profossens händer", det vill säga undergå tortyr. Efter tortyren erkände Elin och uppgav att hon hade utövat trolldom genom lövjeri, och över tjugo år tidigare hade flugit med sin svärmor Skinnar Brita till Blåkulla där hon blivit skuren fingret och slutit förbund med Djävulen med sitt blod. 
Hon blev en av de som avrättades i häxprocessen i Älvdalen: den 19 maj 1669 avrättades Knopar Elin Knutsdotter, 70 år; Bland-Anna, 70 år; Bond Elin, 40 år; Lasse Persson, 20 år; Gålichs Anna Olsdotter, 17 år; och Brita Andersdotter, 17 år. Avrättningen ägde rum genom halshuggning och bränning.